# Scaphosepalum swertiifolium
Scaphosepalum swertiifolium là một loài lan được tìm thấy ở Colombia to Ecuador.

## Hình ảnh

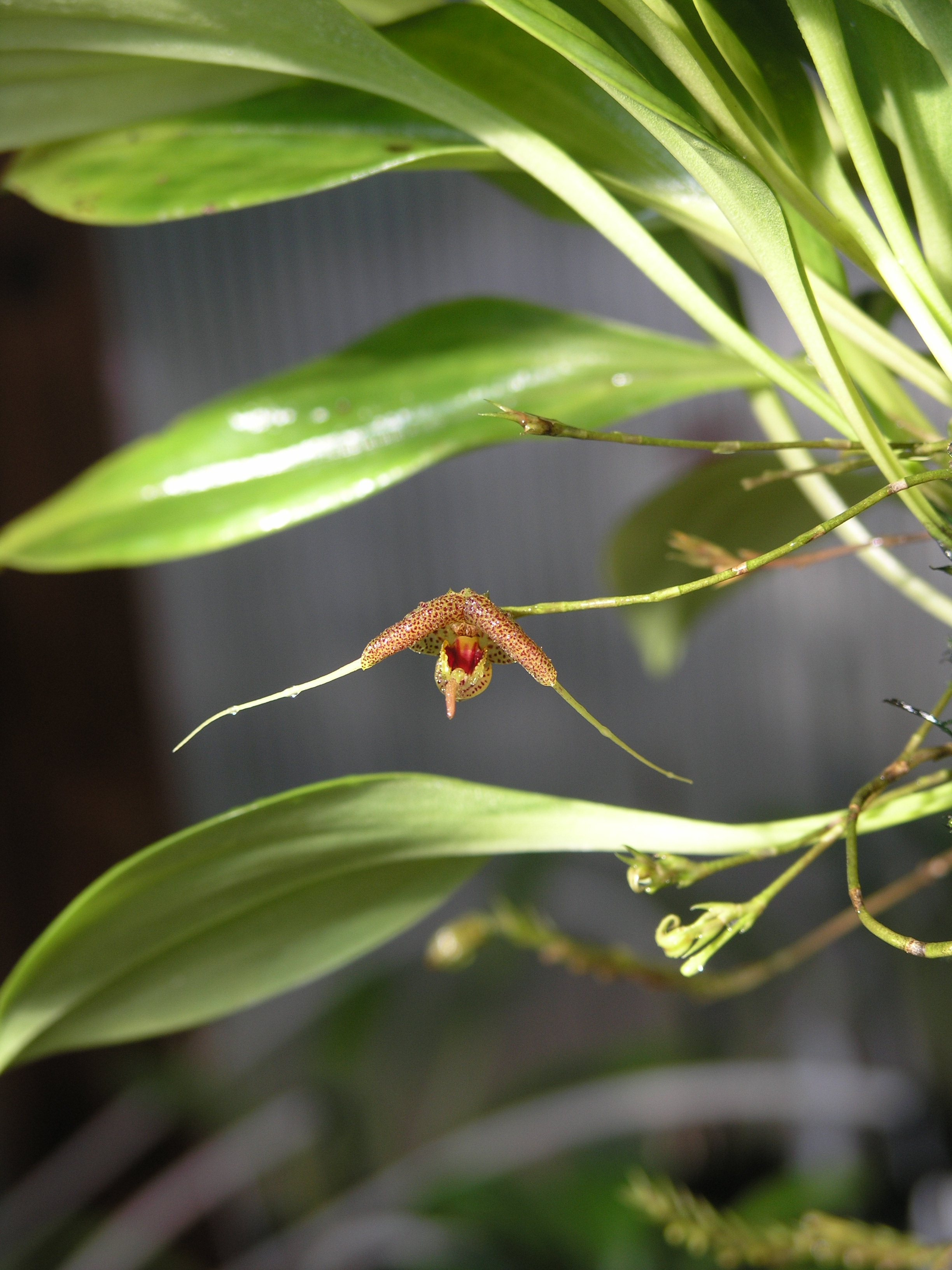